# 빅토리아 스펀지
빅토리아 스펀지(영어: Victoria sponge) 또는 빅토리아 스펀지 케이크(영어: Victoria sponge cake)는 영국의 후식이다. 스펀지 케이크 사이에 잼과 크림을 채운 음식으로, 빅토리아 샌드위치(영어: Victoria sandwich) 또는 빅토리아 샌드위치 케이크(영어: Victoria sandwich cake)로도 불린다.

## 이름
영국의 여왕인 빅토리아의 이름을 땄다.

## 사진

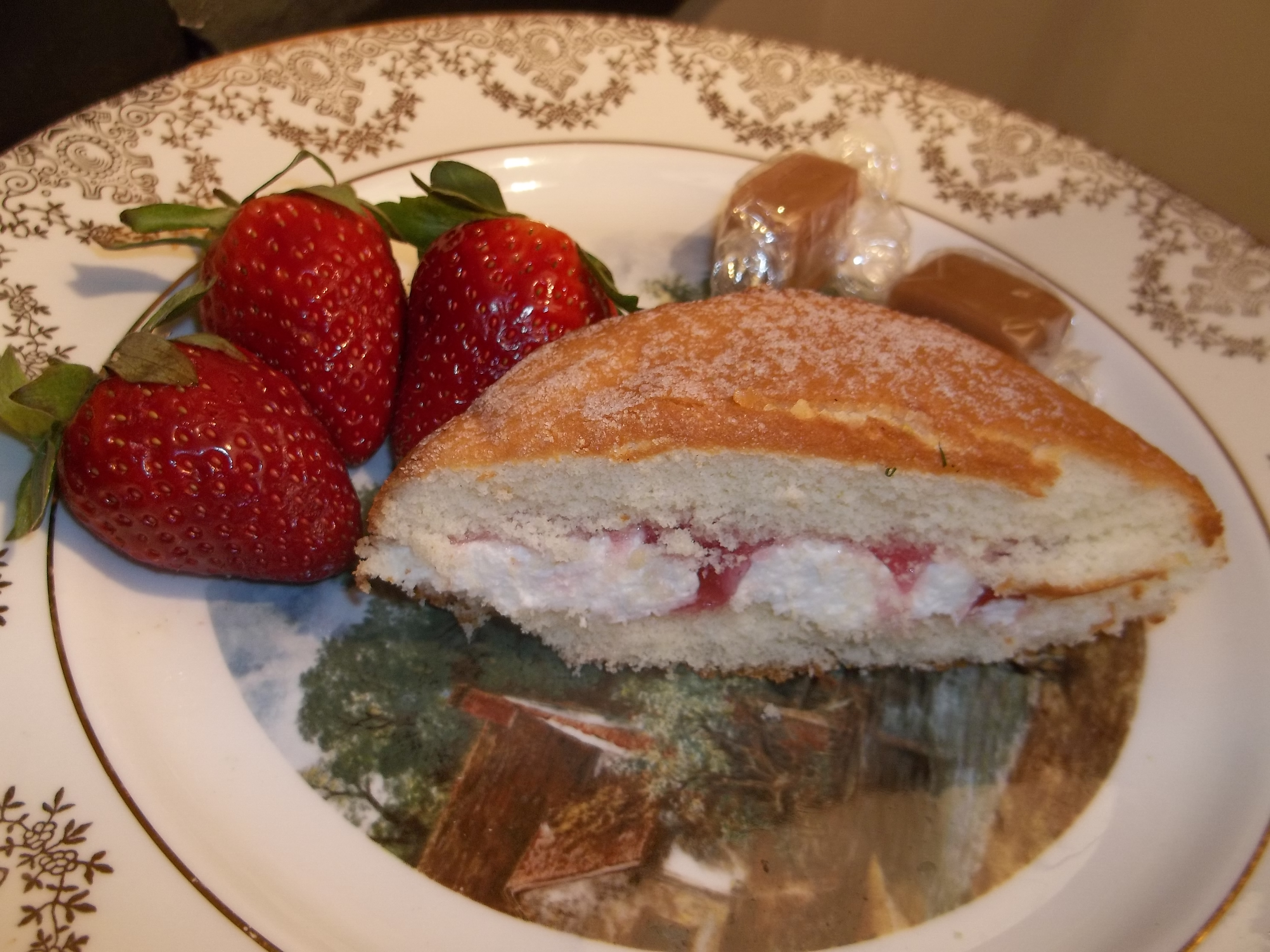
빅토리아 스펀지 단면

## 같이 보기
- 샤를로트
- 보스턴 크림 파이